# Bahía Honda (Colombia)
La bahía Honda es una pequeña bahía del Caribe ubicada al norte de la península de La Guajira, en Colombia. Su nombre se debe a la profundidad de sus aguas.

## Geografía
Bahía Honda tiene, aproximadamente, 9500 hectáreas de superficie con unos 11 km de longitud máxima y sus aguas entran y salen en un ancho de unos 5 km, entre las puntas Cañón —o Kaguares— y Soldado. Las aguas marinas son desviadas de su dirección por un cabo ubicado a 300 m al norte de esta última punta.

## Historia
En ese mismo lugar, el español Alonso de Ojeda fundó el primer asentamiento europeo el 3 de mayo de 1502 que se conoció como Santa Cruz.  
Simón Bolívar propuso en la Carta de Jamaica que Bahía Honda fuera el emplazamiento de la capital de la república formada por Nueva Granada y Venezuela.